# Ivanhoe (roman)

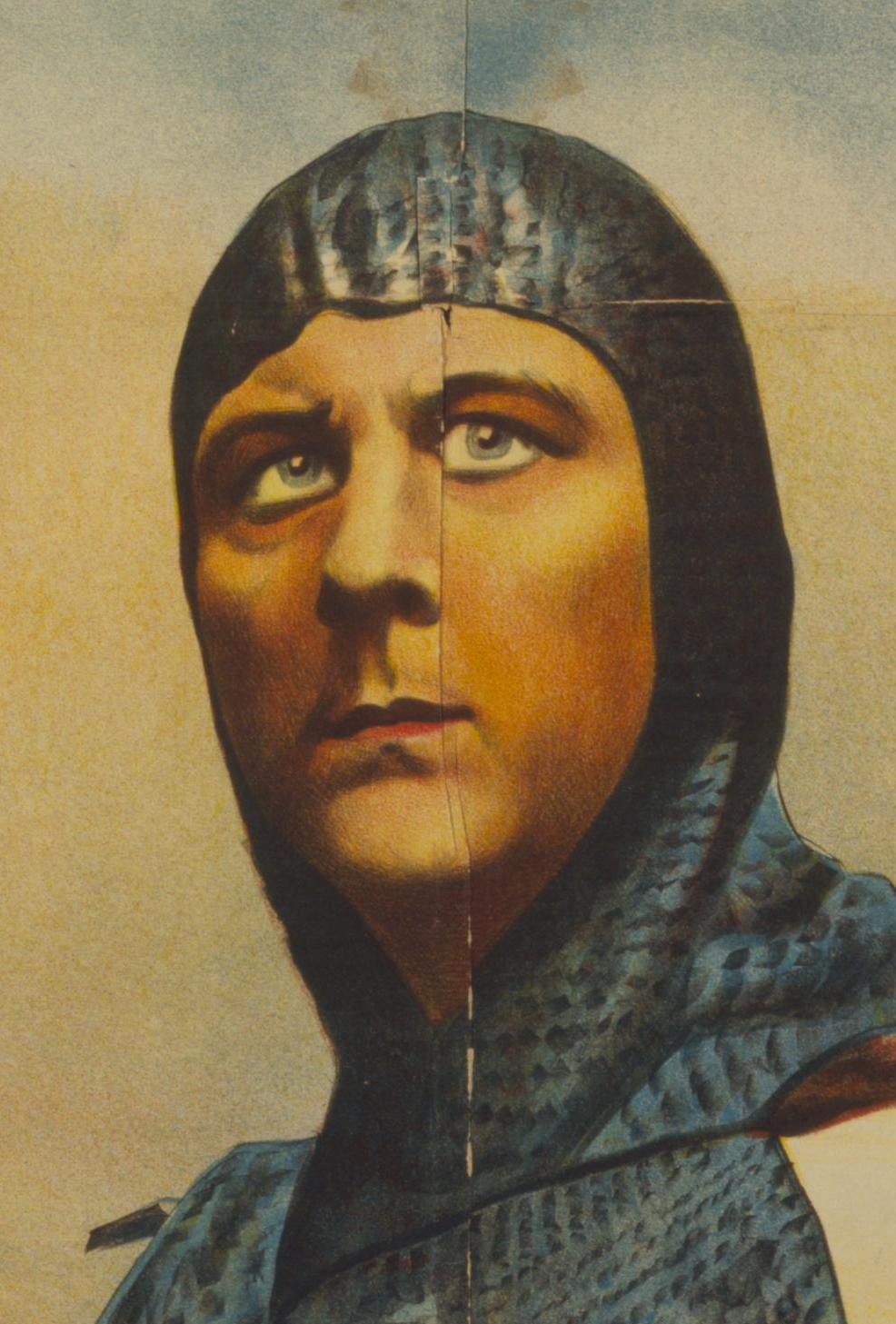
King Baggot als Ivanhoe, filmposter 1913

Ivanhoe is een roman geschreven door Walter Scott, gepubliceerd in 1819.

## De eerste populaire historische roman
Ivanhoe is de aanzet geweest voor een geheel nieuw genre, namelijk de historische roman. Daarna verschenen er in Europa romans als De leeuw van Vlaanderen van Hendrik Conscience, De schaapherder van Jan Frederik Oltmans, Robin Hood le proscrit en De drie musketiers van Alexandre Dumas père. Het zijn romans die een fictief verhaal vertellen in een historisch correct decor. Toch is dat laatste in de bovengenoemde gevallen niet helemaal waar. De tegenstellingen die in een spannend verhaal worden opgevoerd zijn meer chauvinistische uitlatingen dan historisch correcte gebeurtenissen. Het is natuurlijk belangrijk om te weten wie de "goeden" en de "slechten" zijn. In Ivanhoe zijn de Saksen (Engelsen) goed, rechtvaardig en eerlijk. De Normandiërs (Fransen) daarentegen zijn arrogant, onbeleefd en vals.

## Saks of Normandiër?
Willem de Veroveraar won in 1066 de slag bij Hastings. Hiermee begon de Normandische heerschappij over het Saksische Engeland. In 1194 waren de Normandiërs nog steeds heer en meester over het eiland. Koning Richard Leeuwenhart (zelf een Normandiër) was door zijn deelname aan de derde kruistocht voor lange tijd niet aanwezig in Engeland. Zijn broer prins Jan, Jan zonder Land, en de Normandische edelen maakten hiervan gebruik om het land zelf te regeren. Op zijn terugweg naar Engeland werd Richard Leeuwenhart gevangengenomen door hertog Leopold V van Oostenrijk. Het ging hierbij voornamelijk om het verkrijgen van losgeld. Na betaling hiervan werd hij in 1194 vrijgelaten. Na zijn terugkeer, zoals het zo vaak ging in het feodale stelsel, moest de koning vechten voor zijn rechten. In het verhaal van Walter Scott worden de Saksen onderdrukt door de Normandiërs. In praktijk was dit niet meer het geval. De adel was weliswaar oorspronkelijk van Normandische komaf, maar de aanvankelijk Franstalige Normandiërs waren na ruim honderdvijfentwintig jaar op het eiland volledig met de Saksen geassimileerd.

## De roman
Ivanhoe is een dappere Saks die zijn krachten laat zien op het riddertoernooi bij Ashby. Cedric de Saks heeft hem verstoten, omdat Ivanhoe, de zoon van Cedric, verliefd is op jonkvrouw Rowena. Cedric en Athelstane de Dralende (de laatste Saksische kroonprins) zijn de enige vrije Saksische edelen. Rowena moet met Athelstane trouwen om de Saksische dynastie veilig te stellen. Rowena wil niet met Athelstane trouwen, zij houdt van Ivanhoe. Op het toernooi zien we dat de Normandiërs duidelijk de meerderen zijn. Ivanhoe is de enige Saks die geduchte ridders als Brian de Bois-Guilbert, De Malvoisin en Reginald Front-de-Boeuf weet te verslaan. Dat doet hij samen met een zwarte ridder wiens identiteit bij de toeschouwers niet bekend is. Ivanhoe raakt gewond en verdwijnt voor een groot gedeelte uit het verhaal. Ivanhoe is een nogal kleurloos figuur. Hij overwint en mag dan trouwen met jonkvrouw Rowena. Het zijn eigenlijk figuren als Wamba de nar, Gurth de zwijnenhoeder, Cedric de Saks, de zwarte ridder en ridder Brian de Bois-Guilbert die het verhaal kleur geven. Ook de Jood Isaak en zijn dochter Rebecca spelen een belangrijke rol in de roman. Zij vertegenwoordigen de totaal onderdrukte groep Joden in het christelijke Engeland. Er ontstaat bij Rebecca een grote liefde voor Ivanhoe. Helaas voor Rebecca zal deze liefde onbeantwoord blijven. Het hoogtepunt van de roman is de belegering van het oude Sakische kasteel Torquilstone dat nu bezet is door Reginald Front-de-Boeuf. De belegering wordt geleid door de zwarte ridder en Robin van Locksley. De troep vrijbuiters strijden als goede en sterke Saksen (Engelsen) tegen de sterke maar valse Normandiërs (Fransen). Robin van Locksley is uiteraard Robin Hood, een personage dat zijn wortels heeft in oude volksvertellingen. De Normandiërs moeten het onderspit delven. De Malvoisin wordt gevangengenomen, Front-de-Boeuf is dood en Brian de Bois Guilbert is gevlucht met Rebecca als gijzelaarster. Bois Guilbert houdt van Rebecca en wil met haar in het Midden-Oosten een nieuw bestaan opbouwen, zij weigert. De andere Tempeliers eisen een heksenproces. Brian de Bois Guilbert, die zelf ook een Tempelier is, stemt daarmee tegen zijn zin in. Rebecca wordt veroordeeld tot de brandstapel. Ivanhoe die op dat moment verschijnt eist een godsgericht. In deze strijd weet hij Bois Guilbert te verslaan. De Normandiërs zijn verslagen. De zwarte ridder verschijnt ten tonele. Langzaam wordt het duidelijk dat hij koning Richard Leeuwenhart is. Hij heeft zich vrij weten te kopen. Door zich te vermommen heeft hij zijn kwade broer Jan zonder Land weten te ontmaskeren. Deze "goede" Normandiër draagt iedereen op om zich niet meer als Saks of Normandiër op te stellen maar als Engelsman.

## Bioscoopfilm
In 1952 werd Ivanhoe verfilmd met Robert Taylor en Elizabeth Taylor in de hoofdrollen. Ivanhoe is in de film, anders dan in het boek, een krachtige figuur. Hij is het die de film draagt met zijn heldendaden. In de film worden de Zwarte ridder en Ivanhoe tot één personage samengevoegd,  om overbodige onduidelijkheden te vermijden. De Ivanhoe van de film, die veel meer op de Zwarte ridder (Richard Leeuwenhart) lijkt, is een veel leuker en interessanter personage dan de Ivanhoe van het boek, die veel flauwer is, constant ziek en gewond.
De film werd in 1953 genomineerd voor drie Oscars (Best Picture - Pandro S. Berman, Best Cinematography, Color - Freddie Young, Best Music Score - Miklós Rózsa), een Directors Guild of America Award (Outstanding Directorial Achievement in Motion Pictures - Richard Thorpe) en twee Golden Globes (Best Film Promoting International Understanding en Best Motion Picture Score - Miklós Rózsa). Geen van deze nominaties werd verzilverd.

## Televisieseries
Het succes van de film was indirect aanleiding om in 1958 een televisieserie te maken over Ivanhoe waarbij zijn avonturen met schildknaap Gurth en zijn zoon Bart slechts losjes op het boek gebaseerd zijn. De hoofdrol werd gespeeld door de jonge Roger Moore. De serie werd in 1960 uitgezonden door de BRT en een jaar later in Nederland door de KRO. In Vlaanderen klonk de originele titelmelodie van Albert Elms, maar voor Nederland werd deze in het Nederlands vertaald en gezongen door Co Hagedoorn. De roep van Gurth's zoon Bart werd ingezongen door Tonny Alberti.
In 1997 werd een zesdelige miniserie door A&E en de BBC geproduceerd waarin het boek weer wat getrouwer werd gevolgd.

## Online versie
Originele Engelstalige editie online op:
- WikiSource
- Online Literature